# Vello Loemaa
Vello Loemaa (* 18. Januar 1951 in Paide) ist ein ehemaliger estnischer Generalmajor. Zuletzt war er der militärische Vertreter seines Heimatlandes bei der NATO und der Europäischen Union.

## Leben

### Militärische Laufbahn
Vello Loemaa begann seine militärische Karriere bei den Luftstreitkräften der Sowjetunion. Er begann nach Abschluss seiner Offiziersausbildung im Jahr 1973 zunächst als einfacher Kampfpilot und stieg in den nächsten Jahren bis zum Rang eines Obersts auf.
Als sein Heimatland Anfang der 1990er Jahre seine Unabhängigkeit zurück erlangte, quittierte er den Dienst in der Roten Armee und schloss sich den im Wiederaufbau befindlichen estnischen Streitkräften an. Dort wirkte er am Aufbau der Luftstreitkräfte mit und wurde mit verschiedenen Führungsaufgaben betraut (Oberbefehlshaber der Luftwaffe, kommissarischer Stabschef und Befehlshaber der Streitkräfte). Im Jahr 1998 wurde er als militärischer Vertreter Estlands (selber ab 2004 Mitglied des Bündnisses) zur NATO entsandt. Gleichzeitig fungierte er auch als Chef der militärischen EG-Delegation seines Heimatlandes. Beide Tätigkeiten übte er bis 2002 aus – ab 2003 war er für die Auslandsoperationen der estnische Streitkräfte verantwortlich.
Im Jahr 2005 wurde er, im Rang eines Brigadegenerals, zum Militärattaché in den USA und Kanada ernannt. Drei Jahre später wechselte er wieder nach Brüssel und übernahm dort noch einmal den Posten des militärischen Vertreter Estlands bei der NATO und EU. Im Juni 2010 wurde er zum Generalmajor befördert. Im März 2011 wurde Vello Loemaa im Alter von 60 Jahren pensioniert. Sein Nachfolger als militärischer Vertreter bei der NATO und EU wurde Neeme Väli.

### Privates
Vello Loemaa ist verheiratet und Vater zweier erwachsener Kinder (ein Sohn und eine Tochter).